# West highland white terrier
A west highland white terrier (röviden: "westie") a skót felvidékről származó, fehér színű terrierfajta. Feje kissé rókaszerű, stopja kifejezett.

## Története

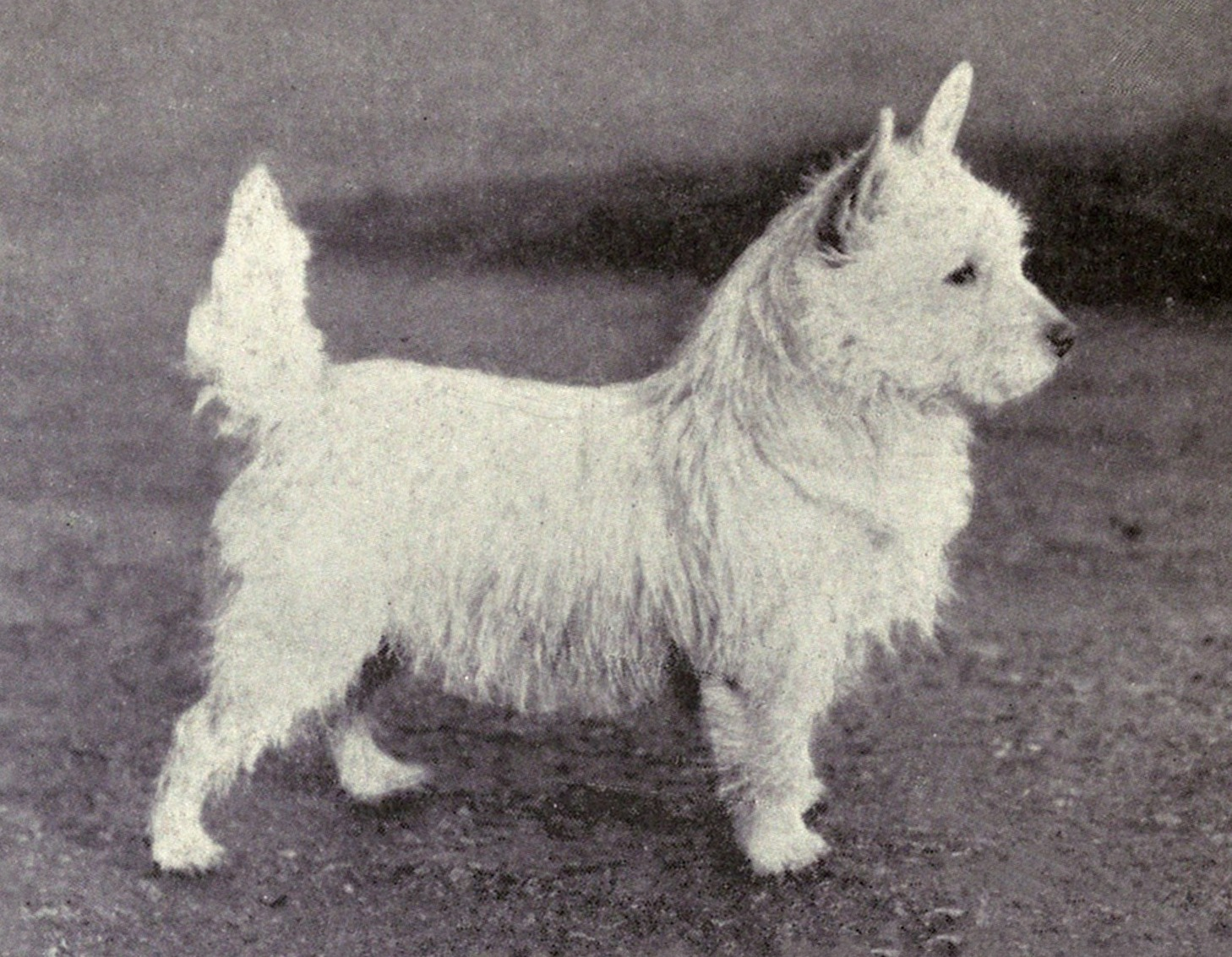
West highland white terrier 1915-ből

A skót terrierfajták valószínűleg egyetlen közös ősre vezethetők vissza. A fajtát Poltalloch terrier néven mutatták be először. Kialakítása egy neves kutyatenyésztő, Malcolm ezredes nevéhez fűződik.

## Standard
A standardet Jeruzsálemben , 1987. június 23-24-én fogadta el a Közgyűlés.
Általános megjelenése: Erős testfelépítés, mély mellkas, mélyen hátranyúló bordák, feszes hát, erős hátsó rész izmos lábakon, mely az erő és a mozgékonyság nagyfokú egységét mutatja. Jellemzői:Kicsi, aktív, harcias, kemény, nem kevés önbizalommal, csintalan megjelenéssel.
Temperamentuma: Éber, vidám, bátor, magabiztos, de barátságos. Koponya: Enyhén boltozatos, az arcorri rész oldaláról nézve lágy körvonalú. A füliektől a szemekig enyhén elkeskenyedő. A távolság a fejcsúcstól a szemekig valamivel hosszabb, mint az arcorri rész.
Fej: Szőrrel sűrűn fedett, legfeljebb derékszögben áll a nyakhoz képest. Az álla nem nyúlhat előre. Arcorri rész: A szemektől az orrtükör felé fokozatosan elkeskenyedő. A határozott stoppot közvetlenül a szem felett elhelyezkedő, afelett ívelő vastag csontos vonulat alkotja. Arci rész: Nem lapos, nem meredeken zuhanó a szemek alatt, hanem jól felépített.
Állkapcsok: Erősek és párhuzamosak. Orrtükör: Fekete és elég nagy, az orr többi részével egybeolvad. Ne álljon ki előre. Szemek: Távol egymástól, közepes méretűek, nem kerekek, a lehető legsötétebbek. Némileg mélyen ülők; a tekintet éles és intelligens, a vastag szemöldök szúrós pillantást kölcsönöz. A világos szem súlyos hiba. Várható életkor 10-15 év.
Fülek: Kicsik, határozottan állnak, hegyes csúcsban végződnek, egymáshoz sem túl közel, sem egymástól túl távol nincsenek. A szőr rajtuk rövid és puha (bársonyos), nyírni nem szabad. A fülek csúcsán nincs pamacs. A tompa végű, nagy, széles vagy túl szőrös fül súlyos hiba. Száj: A szemfogak közötti távolság a csintalan arckifejezést biztosító lehető legnagyobb. A fogak a kutya méretéhez képest nagyok, szabályos ollós harapással, azaz a felső metszőfogak szorosan rásimulnak az alsókra, merőlegesen az állkapcsokra.
Nyak: A fej megfelelő tartását engedően elég hosszú, izmos és folyamatosan vastagodik a töve felé, ahol a meredek vállakkal egybefolyik. Mellső rész: A vállízület elöl helyezkedik el, a könyök feszesen test mellett, a mellső lábak párhuzamosan a törzshöz, szabadon mozognak. A mellső lábak rövidek és izmosak, egyenesek, és rövid, kemény szőrtől sűrűn fedettek.
Törzs: Kompakt. Egyenes hát, széles és erős ágyék. Mély mellkas, a bordák felső részükben íveltek, oldalról laposnak tűnnek. A hátsó bordák mélyen hátranyúlnak, az utolsó borda és a hátsó rész közti távolság a törzs szabad mozgását biztosító lehető legrövidebb. Hátsó rész: Erős, izmos, tetején széles. A lábak rövidek, inasak és izmosak. A combok nagyon izmosak, nem állnak túl szélesen. A csánkok szögellése megfelelő, a test alatt helyezkednek el, mozgásban és álláskor is elég közel vannak egymáshoz. Az egyenes vagy gyenge csánk súlyos hiba.
Mancsok: A mellső mancsok nagyobbak a hátsóknál; kerekek, arányosak a test méretéhez, erősek, vastag talppárnával. A talpbőr és a körmök színe feketén előnyösebb. Farok: 5-6 hüvelyk hosszú, kemény szőr fedi, nem pelyhes, a lehető legegyenesebb, vidáman áll, nem görbe, se a hát fölé nem lóg. A hosszú farok nemkívánatos, csonkolása semmi szín alatt nem megengedett.
Ügetés/mozgás: Szabad, egyenes irányú és könnyed. A mellső lábak a vállakból szabadon nyúlnak előre. A hátsó végtagok lépése szabad, erős és rövid, a térd és a csánk megfelelően behajlik, a csánkok a test alól irányítják a mozgást. A kötött, természetellenes lépés és a tehénállás súlyos hibák.
Szőrzet: Kétrétegű. A külső szőr kemény, kb. 2 hüvelyk (5 cm ) hosszú, mentes mindennemű göndörödéstől. Az aljszőrzet, mely prémre emlékeztet, rövid, puha és tömött. A ritka szőrzet súlyos hiba. Színe fehér. Méret: A marmagasság kb. 11 hüvelyk (28 cm).
Hibák: A leírtaktól való bárminemű eltérés hiba, súlyosságát az eltérés mértéke szabja meg. Megjegyzés: A kanoknak a herezacskóban két, szemmel láthatóan egészséges herével kell rendelkezniük.

## Betegségek
Előfordulnak öröklődő hibák, számolni kell azzal, hogy számos öröklődő betegség sújtja a Westi fajtát. Szelektív tenyésztési programmal csökkenthető lenne a betegségek előfordulási esélye, teljesen azonban nem küszöbölhető ki. Diszplázia: elégtelen vérellátás a csípőízület egyik oldalán, emiatt a combcsont felső része károsodik, rosszabb esetben elhal. 4-12 hónapos korban jöhet elő a betegség, amelynek jele, hogy a kölyökkutya húzza a lábát. Műtéttel gyógyítható. CMO: állkapocs elmeszedése, megvastagodása. Fájdalmas a száj kinyitása, a rágás, a fájdalom miatt előfordulhat, hogy a kiskutya nem tud enni és inni. Állatorvoshoz kell fordulni, rendszeres szteroid injekciókkal kezelhető lehet a betegség. Fiatal kölyköknél jöhet elő a betegség. Farkastorok: újszülött kutyáknál a szájpadlás nem zárt, rés van az orrüreg és a szájüreg között. Rézmérgezés: májat támadó örökletes betegség. Köldöksérv: csomó a köldök mellett, a gyomor egy része kitüremkedik a hashártya egy résén át. Egyheréjűség vagy rejtett heréjűség: a kölyök egyik vagy mindkettő heréje nem ereszkedik le a herezacskóba, fennmarad a hasüregben. Allergia: a fajta nagyon gyakran kényes a táplálékra, ebben az esetben többnyire csirke, pulykahús kerülendő. Szem probléma: a szem nem termel elegendő könnyet, ezért folyamatosan gyulladt.

## Külső hivatkozások
- West highland white terrier fajtaleírás: a hófehér terrier hatalmas önbizalommal
- https://web.archive.org/web/20180201082815/http://www.westhighlandwhiteterrier.hu/
- http://www.freeweb.hu/westiemaster%5B%5D
- https://web.archive.org/web/20090805062038/http://www.freeweb.hu/hobbiallat/westi/westi.htm
- http://westie.lap.hu/